# Oratorio di San Nicola da Tolentino
L'oratorio di San Nicola da Tolentino di Vicenza è una cappella di struttura classica, ma decorata all'interno in stile barocco e che ospita un considerevole ciclo di dipinti del Seicento di scuola veneta.

## Storia

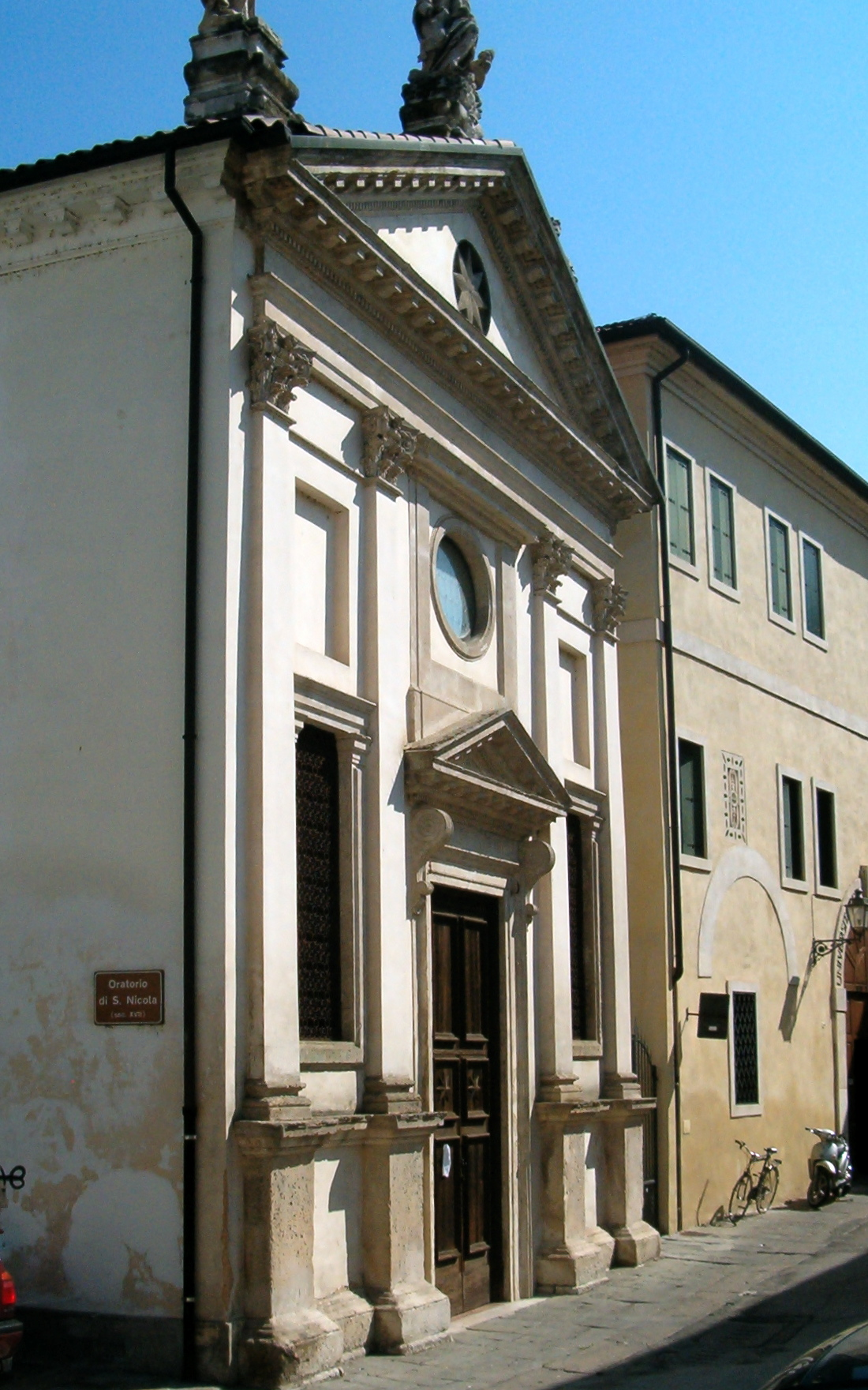
Vista laterale della facciata.

L'edificio fu costruito a partire dal 1505 dalla Venerabile confraternita di San Nicola da Tolentino che già dalla metà del Quattrocento aveva un altare nella vicina chiesa di San Michele degli Agostiniani (distrutta nel 1812).
In fasi successive l'edificio fu dapprima allungato (1634-1654) e successivamente innalzato con il conseguente rifacimento del soffitto e l'aggiunta di due finestre laterali superiori al posto delle precedenti tre lunette, posizionate ad un livello leggermente più basso, ma che consentivano una migliore illuminazione delle pitture sul lato opposto.
L'oratorio venne completato nel 1678 con la costruzione della facciata (attribuita al vicentino Carlo Bottiron). È scandita da quattro paraste in ordine corinzio, poggianti su un alto zoccolo. È chiusa da un timpano triangolare, con al centro la stella a otto punte caratteristica di san Nicola, e sormontata da tre statue.
L'apparato artistico al suo interno data fino al 1680 circa.
Dal 1810 l'oratorio dipende dalla chiesa di Santa Maria in Foro detta dei Servi, parrocchia di San Michele; fu restaurato nel 1946 dopo gli eventi bellici ed in modo più completo nel primo decennio degli anni duemila.

## Descrizione

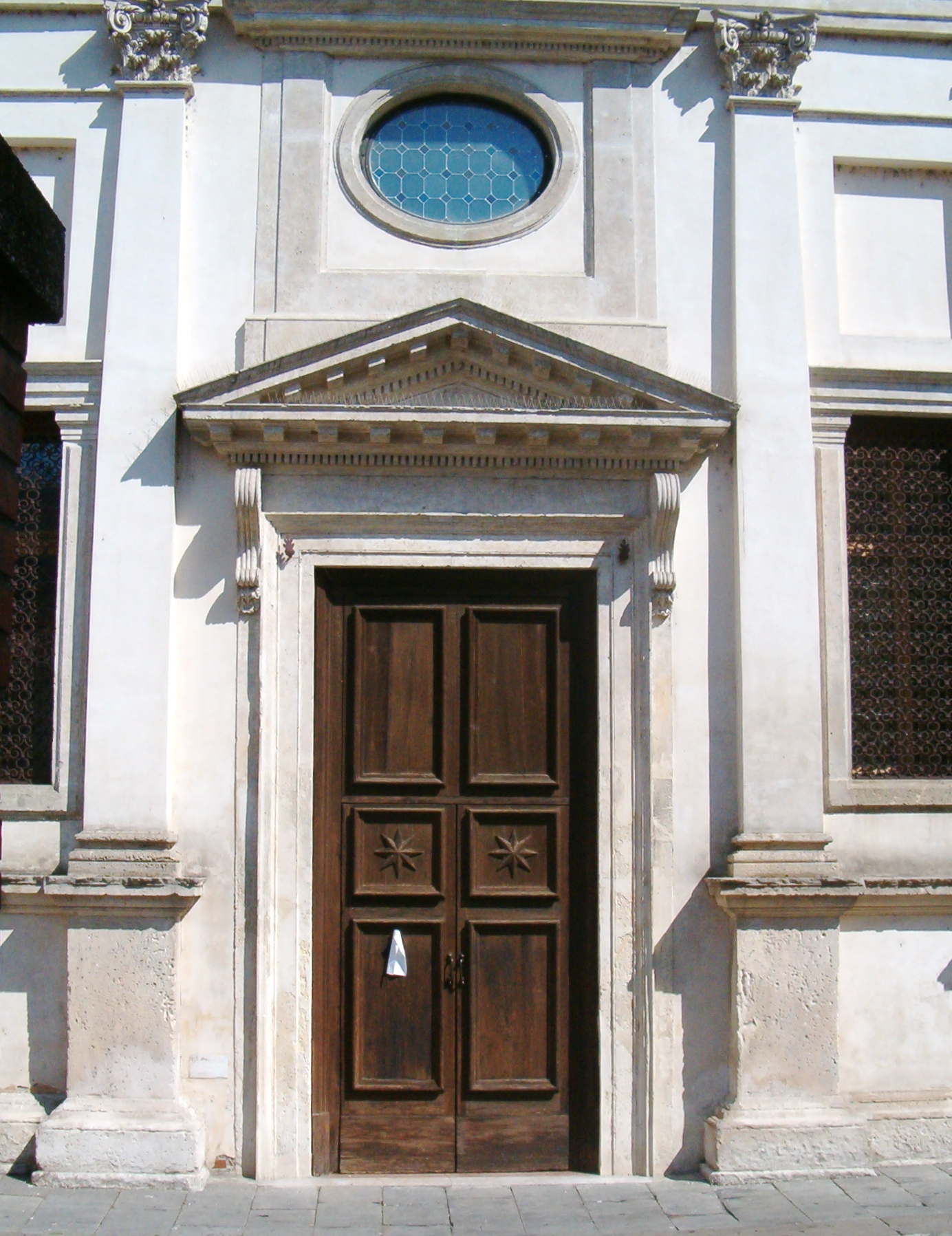
L'ingresso dell'oratorio.

Sulla sommità della facciata ci sono belle statue seicentesche: a sinistra sant'Agostino, alla sommità la Vergine col Bambino, a destra san Nicola da Tolentino.
L'oratorio è al suo interno uno spazio rettangolare nel quale si trovano numerose tele, che hanno quasi tutte per soggetto la vita di san Nicola da Tolentino. I dipinti sono disposti su due fasce orizzontali a correre lungo le pareti e sul soffitto, ognuno inserito in una cornice a stucco.
Addossate alle pareti laterali, vi sono quattro edicole con statue in pietra tenera, che raffigurano san Giovanni Evangelista, l'Assunta, Cristo e san Giovanni Battista.
Le opere d'arte furono commissionate dalla Confraternita di San Nicola da Tolentino nel corso del tempo, in base alla disponibilità delle sovvenzioni raccolte. In particolare sono presenti opere di Francesco Maffei (1605-1660), tra cui la splendida pala d'altare raffigurante la Trinità - opera della piena maturità dell'artista proveniente dalla chiesa di San Lorenzo - e di Giulio Carpioni (1613-1679), due fra i più rilevanti pittori del Seicento veneto. A fianco della Trinità sono rappresentati: a destra San Nicola sulla riva del mare (Giuseppe Alabardi); a sinistra, San Nicola visitato da un angelo, opera giovanile di Francesco Maffei dipinta nel 1626 quando aveva solo 21 anni. Sopra la Trinità è raffigurata l'Annunciazione.
In particolare al Carpioni si deve l'intero ciclo di undici tele del soffitto, contornate da ricchi stucchi barocchi di Rinaldo Viseto. Nell'ovale al centro San Nicola morto ascende al cielo, mentre nelle altre tele del soffitto troviamo: Gli angeli portano in cielo la veste, la cintura e gli strumenti penitenziali di san Nicola (comparto sopra l'ingresso), Gli angeli inneggiano alla gloria di san Nicola, nonché alcune allegorie. Le allegorie sulla fascia centrale del soffitto sono: la Meditazione (un uomo guarda in alto, mentre due donne osservano a terra un teschio) e la Carità (una donna regge la croce e il calice). Sulla fascia destra del soffitto troviamo: la Castità (una donna con uno strumento di penitenza schiaccia un Amorino); la Sobrietà (un uomo, dalla bocca bendata e con un cartiglio in cui sta scritto "Pauca vescor", cioè "Poco mi basta", rifiuta la florida donna ai suoi piedi e l'altra che cuoce); l'Obbedienza (una donna con il crocefisso sta curva sotto un giogo). Sulla fascia sinistra del soffitto sono presenti: la Pazienza (una donna con croce e Vangelo regge una fiamma); la Penitenza (una donna in cilicio e con una corda ai fianchi armata di flagello si scaglia contro una coppia di viziosi e il demonio che li sorvola); la Mitezza (una donna umile porta un agnello).
Sulla parete interna della facciata, sulla fascia superiore, sono raffigurati: al centro, San Nicola e l'angelo salvano un bambino dal demonio; a destra San Nicola fa scaturire l'acqua da una canna piantata in terra; a sinistra, San Nicola risana un braccio amputato di un frate agostiniano. Sulla fascia inferiore San Nicola e le melodie angeliche di Giuseppe Tomasini.
Appena entrati, volgendosi alla parete destra e procedendo verso l'altare, si incontrano: la Guarigione miracolosa di san Nicola di Antonio Zanchi (primo comparto);  I miracoli di Perugia e di Foligno di Francesco Maffei (1656) con in primo piano san Nicola che salva un condannato (secondo comparto); San Nicola libera un ossesso di Giulio Carpioni(1656) (terzo comparto).
Sulla parete di sinistra sono collocati: San Nicola libera dal Purgatorio l'anima del confratello Pellegrino da Osimo, di Giovanni Cozza (primo comparto); San Nicola prega per le anime del Purgatorio di Francesco Maffei, con il santo a sinistra che osserva le anime purganti dopo aver celebrato una serie di messe in loro suffragio, rievocate a destra (secondo comparto); il Miracolo di Cordova sempre del Maffei, avvenuto nella città spagnola ove il crocifisso e la statua di san Nicola sono condotte in due distinte processioni per intercedere la cessazione della peste e al momento dell'incrocio prendono vita e si abbracciano (terzo comparto).
Per quanto riguarda la decorazione dell'attico, procedendo dall'angolo a destra, lato portale, verso l'altare: sulla parete destra, San Nicola guarisce Filippo dell'Amandola da una piaga a una gamba, quindi la Nascita di san Nicola, Il giovane Nicola veste l'abito e la cintura degli eremitani di Sant'Agostino. Sopra l'altare l'Annunciazione, tela parzialmente "tagliata" dopo l'innalzamento del soffitto. Sulla parete sinistra San Nicola disputa con i miscredenti e li rende pensosi, poi la Resurrezione di Francesco di Treia, quindi l'Annuncio miracoloso della nascita di san Nicola (con san Nicola da Bari che appare ai futuri genitori di san Nicola da Tolentino).
Tutto il ciclo pittorico sottolinea il tema particolare dell'intercessione per le anime purganti e della sua potenza di mediazione salvifica.